# Кольцово (Крым)
Кольцо́во (до 1948 года Теге́ш; укр. Кольцове, крымскотат. Tegeş, Тегеш) — село в Сакском районе Республики Крым, входит в состав Кольцовского сельского поселения (согласно административно-территориальному делению Украины — Кольцовского сельского совета Автономной Республики Крым).

## Население
| 2001 | 2014 |
| ---- | ---- |
| 989  | ↘797 |

Всеукраинская перепись 2001 года показала следующее распределение по носителям языка
| Язык       | Процент |
| ---------- | ------- |
| русский    | 87.36   |
| украинский | 11.93   |
| другие     | 0.71    |

### Динамика численности
| - 1806 год — 144 чел. - 1864 год — 41 чел. - 1889 год — 165 чел. - 1900 год — 27 чел. - 1915 год — 5/7 чел. - 1926 год — 8 чел. | - 1939 год — 157 чел. - 1974 год — 472 чел. - 1989 год — 1074 чел. - 2001 год — 989 чел. - 2009 год — 918 чел. - 2014 год — 797 чел. |

## Современное состояние
На 2016 год в Кольцово числятся проспект Мира и 15 улиц; на 2009 год, по данным сельсовета, село занимало площадь 18,8 гектара, на которой в 360 дворах числилось 918 жителей. В селе действует средняя общеобразовательная школа, детский сад «Капитошка», дом культуры, сельская библиотека, врачебная амбулатория.
Село связано автобусным сообщением с Евпаторией и соседними населёнными пунктами.

## География
Кольцово — село на севере района, в степной зоне Крыма, высота над уровнем моря — 65 м. Ближайшее село Нива в 0,6 км на запад. Расстояние до райцентра — около 35 километров (по шоссе), ближайшая железнодорожная станция — Евпатория в 21 километре. Транспортное сообщение осуществляется по региональной автодороге 35Н-484, 2,9 км, от шоссе 35К-015 Раздольное — Евпатория (по украинской классификации С-0-11237).

## История
Первое документальное упоминание села встречается в Камеральном Описании Крыма… 1784 года, судя по которому, в последний период Крымского ханства Текеш входил в Козловский кадылык Козловского каймаканства. После присоединения Крыма к России (8) 19 апреля 1783 года, (8) 19 февраля 1784 года, именным указом Екатерины II сенату, на территории бывшего Крымского Ханства была образована Таврическая область и деревня была приписана к Евпаторийскому уезду. После Павловских реформ, с 1796 по 1802 год, входила в Акмечетский уезд Новороссийской губернии. По новому административному делению, после создания 8 (20) октября 1802 года Таврической губернии, Тегеш был включён в состав Кудайгульской волости Евпаторийского уезда.
По Ведомости о волостях и селениях, в Евпаторийском уезде с показанием числа дворов и душ… от 19 апреля 1806 года в деревне Тегеш числилось 19 дворов, 139 крымских татар, 4 цыган и 1 ясыр. На военно-топографической карте генерал-майора Мухина 1817 года деревня обозначена как Тееш с 16 дворами. После реформы волостного деления 1829 года Тигеш, согласно «Ведомости о казённых волостях Таврической губернии 1829 года», остался в составе Кудайгульской волости. На карте 1836 года в деревне 17 дворов. Затем, видимо, вследствие эмиграции крымских татар в Турцию, деревня заметно опустела и на карте 1842 года Тегеш обозначен условным знаком «малая деревня», то есть, менее 5 дворов.
В 1860-х годах, после земской реформы Александра II, деревню приписали к Чотайской волости.
В «Списке населённых мест Таврической губернии по сведениям 1864 года», составленном по результатам VIII ревизии 1864 года, Тегеш — татарская деревня с 12 дворами, 41 жителем и мечетью при колодцах. По обследованиям профессора А. Н. Козловского 1867 года, вода в колодцах деревни была пресная, а их глубина достигала 30—40 саженей (64—85 м). На трехверстовой карте Шуберта 1865—1876 года в деревне обозначено 3 двора.
В «Памятной книге Таврической губернии 1889 года», по результатам Х ревизии 1887 года записан Тегеш с 28 дворами и 165 жителями, но в «…Памятной книжке Таврической губернии на 1892 год» деревня уже не записана.
Земская реформа 1890-х годов в Евпаторийском уезде прошла после 1892 года, в результате Тегеш приписали к Сакской волости.
По «…Памятной книжке Таврической губернии на 1900 год» на хуторе Тегеш числилось 27 жителей в 5 дворах — видимо, это уже были немецкие колонисты. По Статистическому справочнику Таврической губернии. Ч.II-я. Статистический очерк, выпуск пятый Евпаторийский уезд, 1915 год, на хуторе Тегеш греческий (Гука) Сакской волости Евпаторийского уезда числился с 1 двор с немецкими жителями в количестве 5 человек приписного населения и 7 — «постороннего», из которых 8 мужчин и 4 женщины. При хуторе числилось 197 десятин удобной земли. В хозяйстве имелось 18 лошадей, 10 волов и 4 коровы.
После установления в Крыму Советской власти, по постановлению Крымревкома от 8 января 1921 года № 206 «Об изменении административных границ» была упразднена волостная система и село вошло в состав Евпаторийского района Евпаторийского уезда, а в 1922 году уезды получили название округов. 11 октября 1923 года, согласно постановлению ВЦИК, в административное деление Крымской АССР были внесены изменения, в результате которых округа были отменены и произошло укрупнение районов — территорию округа включили в Евпаторийский район. Согласно Списку населённых пунктов Крымской АССР по Всесоюзной переписи 17 декабря 1926 года, в селе Тегеш № 2 (судя по доступным историческим документам, бывший хутор Гука), в составе Отешского сельсовета Евпаторийского района, числилось 3 двора, все крестьянские, население составляло 8 человек, из них 6 татар, 1 украинец, 1 записан в графе «прочие». После создания 15 сентября 1931 года Фрайдорфского (переименованного в 1944 году в Новосёловский) еврейского национального района (лишённого статуса национального постановлением Оргбюро ЦК КПСС от 20 февраля 1939 года) Тегеш № 2 включили в его состав. По данным всесоюзной переписи населения 1939 года в селе проживало 157 человек.
В годы Великой Отечественной войны на фронтах сражались 40 работников существовавшего в селе совхоза «Первомайский», все награждены орденами и медалями, 29 из них погибли. В их честь в 1965 году в центре села установлен памятный знак в виде стелы с фамилиями павших. Постановлением Совета министров Республики Крым № 627 от 20 декабря 2016 года памятник отнесён к категории объектов культурно-исторического наследия России регионального значения.
После освобождения Крыма от фашистов, 12 августа 1944 года было принято постановление № ГОКО-6372с «О переселении колхозников в районы Крыма» и в сентябре 1944 года в район приехали первые новосёлы (150 семей) из Киевской и Каменец-Подольской областей, а в начале 1950-х годов последовала вторая волна переселенцев из различных областей Украины. С 25 июня 1946 года Тегеш в составе Крымской области РСФСР. Указом Президиума Верховного Совета РСФСР от 18 мая 1948 года, Тегеш переименовали в Кольцово. 25 июля 1953 года Новоселовский район был упразднен и село включили в состав Сакского. 26 апреля 1954 года Крымская область была передана из состава РСФСР в состав УССР. Время создания сельсовета пока не установлено: на 15 июня 1960 года он уже существовал. Указом Президиума Верховного Совета УССР «Об укрупнении сельских районов Крымской области», от 30 декабря 1962 года село присоединили к Евпаторийскому району. 1 января 1965 года, указом Президиума ВС УССР «О внесении изменений в административное районирование УССР — по Крымской области», Евпаторийский район был упразднён и село включили в состав Сакского (по другим данным — 11 февраля 1963 года). Время образования сельсовета пока не установлено, но на 1968 год он уже существовал. По данным переписи 1989 года в селе проживало 1074 человека. С 12 февраля 1991 года село в восстановленной Крымской АССР, 26 февраля 1992 года переименованной в Автономную Республику Крым. С 21 марта 2014 года в составе Крыма аннексировано Россией.